# Tereza (odrůda jablek)
Tereza (Malus domestica 'Tereza') je ovocný strom, kultivar druhu jabloň domácí z čeledi růžovitých. Plody jsou řazeny mezi odrůdy zimních jablek, sklízí se v září, dozrává v prosinci, skladovatelné jsou do března (z nižších poloh do ledna). Odrůda je považována za rezistentní vůči některým houbovým chorobám, odrůdu lze pěstovat bez chemické ochrany.

## Historie

### Původ
Byla vyšlechtěna na Slovensku. Odrůda vznikla jako semenáč odrůdy 'Jonathan'.

## Vlastnosti

### Růst
Růst odrůdy je bujný. Koruna během vegetace silně zahušťuje. Řez je nezbytný, zejména letní řez.

## Plodnost
Plodí záhy, průměrně a pravidelně.

## Plod
Plod je kulovitě kuželovitý, velký. Slupka hladká, světlezelené zbarvení je překryté červenou barvou. Dužnina je bílá se sladce navinulou chutí, šťavnatá. Zastíněné plody jsou chuťově podprůměrné. 

## Choroby a škůdci
Odrůda je rezistentní proti strupovitosti jabloní a padlí.

## Použití
Dobře snáší přepravu. Je vhodná především do vyšších oblastí. Je určena k přímému konzumu.